# گیل نیل
گیل نیل (انگلیسی: Gail Neall؛ زادهٔ ۲ اوت ۱۹۵۵) شناگر اهل استرالیا بود.
وی در مسابقات کشوری و بین‌المللی در مجموع برندهٔ ۱ مدال طلا، ۱ مدال نقره، ۱ مدال برنز شده‌است.